# Маре (острів)
Маре (фр. Maré, місцева назва Ненгоне, фр. Nengone) — найпівденніший з островів Луайоте, групи островів, що входять до складу французької заморської території Нова Каледонія, розташованої в південно-західній частині Тихого океану. Це другий за величиною острів архіпелагу, він удвічі менший за Ліфу.

## Загальна характеристика

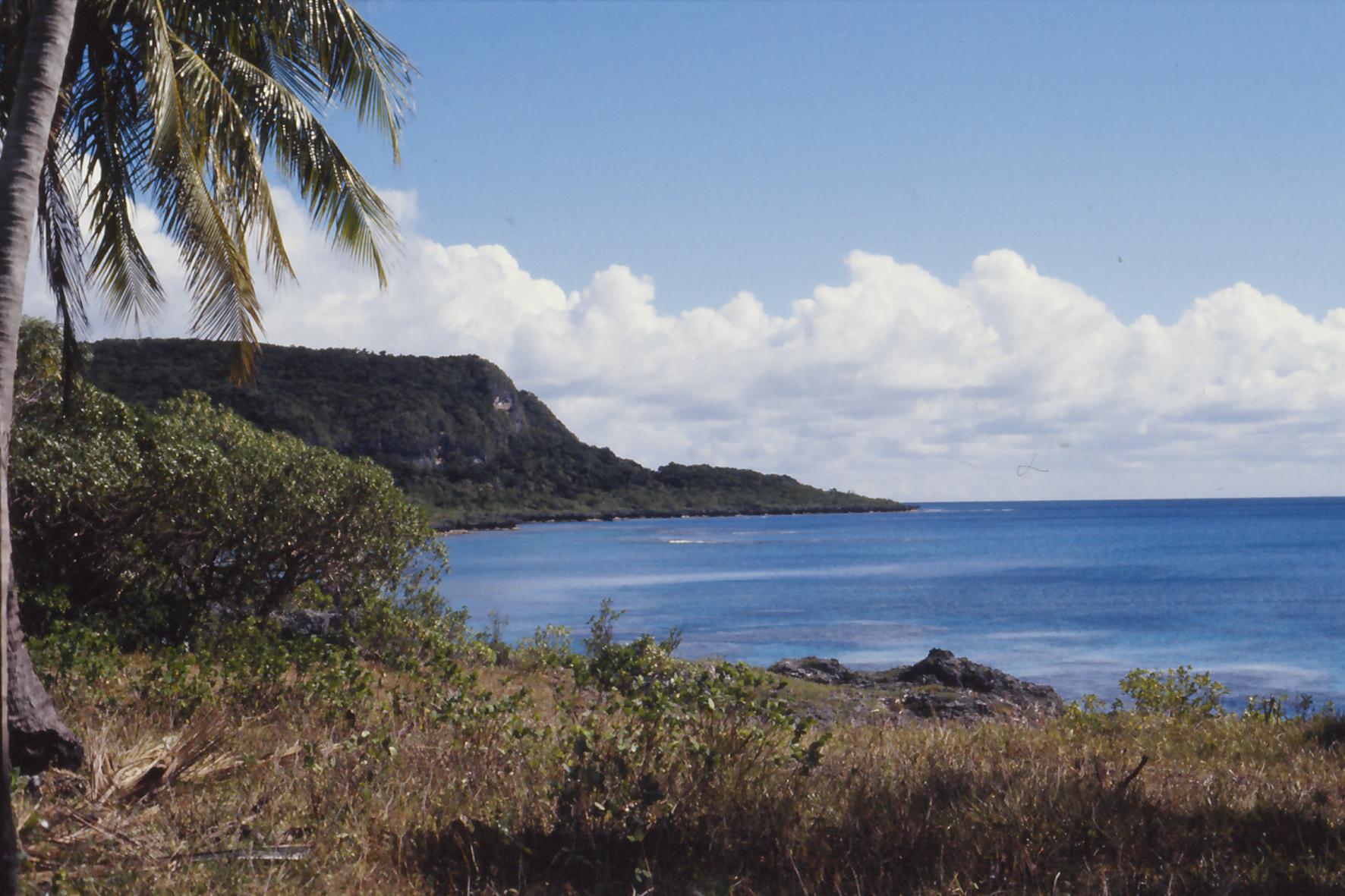
Панорама острова Маре

Від острова Ліфу, розташованого на північний захід від Маре, його відділяє протока шириною 46,5 км. Відстань до острова Нова Каледонія, що на захід від Маре, становить 110 км. Анатом (фр. Anatom) або Анейтьюм (англ. Aneityum) — найпівденніший з островів архіпелагу Вануату — розташований за 217 км на північний схід від Маре. На північний захід та південний схід від острова Маре знаходиться декілька дрібних ненаселених острівців.
Маре — це піднятий на кораловому вапняку вулканічний острів. Його оточують круті прибережні скелі. Внутрішню частину острова займає плоске плато з родючими ґрунтами та невеликою центральною западиною. Про давнє вулканічне минуле нагадують лише дві невеличкі гори. Маре — найвищий з островів Луайоте, максимальна висота становить 138 метрів над рівнем моря.
Площа острова: 641,7 км². Розміри: 42 км завдовжки й 33 км завширшки. Довжина берегової лінії становить 140 км.
Чисельність населення Маре, за даними перепису 2019 року, становила 5757 осіб, з них 5596 осіб (97,2 %) — це канаки, 5753 особи живе в племенах — адміністративних одиницях, де життя регулюється звичаєвим правом. Місцеві жителі говорять меланезійською мовою пене-ненгоне, а себе, як і рідний острів, називають ненгоне. За релігією більшість населення острова — протестанти, належать до кількох церков; католиків менше 20 %.

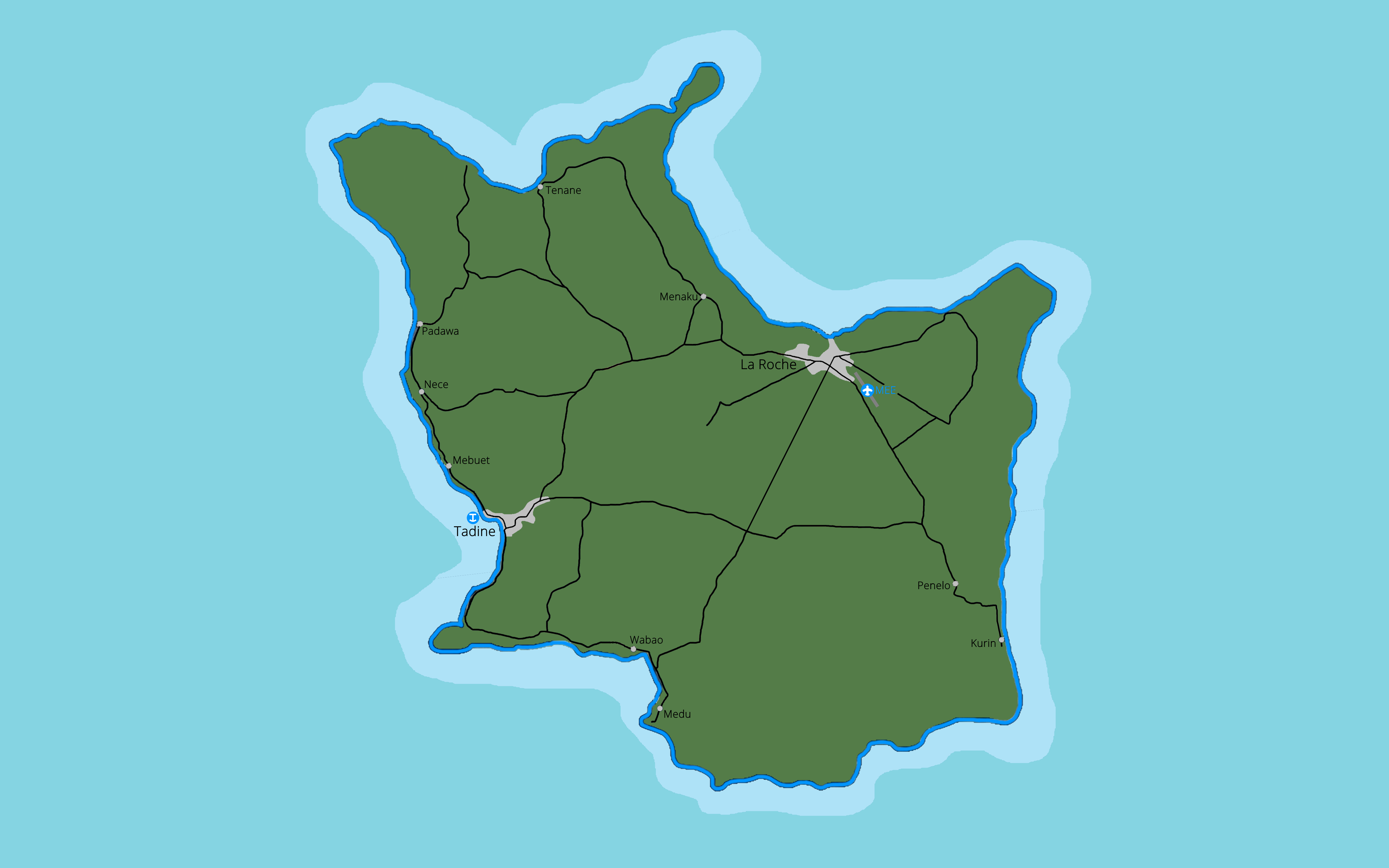
Мапа острова Маре

В адміністративному плані острів Маре утворює окрему однойменну комуну в складі Нової Каледонії, провінція Острови Луайоте. Адміністративний центр — Тадіне (фр. Tadine), розташований на західному узбережжі острова.
Вся територія острова — це звичаєві землі. Відповідно до звичаєвого поділу Нової Каледонії острів Маре — це звичаєва область Ненгоне (фр. Aire coutumière Nengone), яка складається з 8 округів, що об'єднують 30 племен.

## Історія

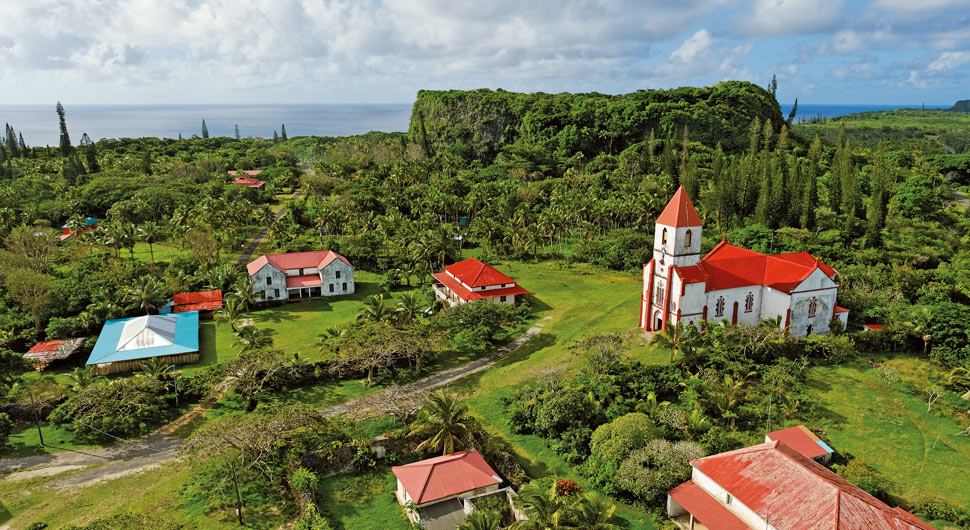
Церква в одному з племен острова Маре.

Археологи знайшли на острові басейни, які в давнину використовувались для зберігання запасів прісної води. Основу харчування корінних жителів становив ямс (Dioscorea sp., місцева назва wa-koko). Ця бульба мала також важливе церемоніальне значення.
Першими з європейців острів Маре побачив екіпаж корабля «Британія» (англ. Britannia) на шляху із Сіднея до Батавії 1793 року.
Довгий час Маре відвідували переважно британські мореплавці, торговці та місіонери. Цей вплив все ще відчувається в місцевій мові, що містить багато англійських слів-запозичень та відрізняється характерною вимовою. 1841 року британські місіонери почали поширювати на острові протестантизм. На першому етапі своєї діяльності вони користувалися послугами тубільних пасторів з островів Раротонга та Самоа.
1866 року Маре, як і решта островів Луайоте, був анексований Францією. На острів прибула католицька місія братів-маристів. Виник політично-релігійний конфлікт за участі язичників та представників двох місій. Заворушення тривали до 1883 року. Згодом ситуація заспокоїлась.
Сучасні племена острова Маре більш-менш відповідають вождівствам доколоніального періоду.

## Природа
Клімат тропічний, діють циклони. Середня кількість опадів — близько 2 м на рік, але іноді бувають тривалі періоди без дощу, які можуть продовжуватись 3 і навіть 6 місяців. З іншого боку, майже щороку буває 5-6 днів, коли кількість опадів перевищує 20 см за добу.
Жаркий і дощовий сезон починається в кінці листопада або на початку грудня й триває до кінця березня або початку квітня. У грудні-січні вдень стовпчик термометра може підніматися до 29-33 °C, а ґрунт прогрівається до 70 °C. У квітні-травні буває доволі комфортна погода. Червень і липень — місяці прохолодних дощів. Температура вдень зазвичай становить 22-24 °C, вночі в похмуру погоду буває 18-20 °C, а в ясну — 13-15 °C, у виняткових випадках — навіть опускається до 6 °C, але це в центрі острова, на березі моря вночі значно тепліше. Жовтень і початок листопада — місяці сухої, навіть дуже сухої спеки, але саме на цей період припадає сезон росту рослин.
Острів оточений кораловим рифом. На узбережжі ділянки глибоко вирізаних скелястих порід із темним лісом з араукарій та мальовничими бухточками з дрібним піском чергуються з довгими незайманими пляжами з насадженнями кокосової пальми. У внутрішніх районах переважає савана з ділянками низького лісу.
На Маре нараховується 8 видів морських і 38 видів наземних птахів, серед них ендемічний підвид малого шпака-малюка (Aplonis striata). Ссавці представлені невеличкими криланами з роду Pteropus (місцева назва: wateto) та дрібними місцевими щурами (місцева назва: xeli).

## Господарство
Місцеві жителі займаються натуральним сільським господарством, вирощують таро, ямс, банани. На експорт ідуть місцеві копра та апельсини. Важливим місцевим фруктом є авокадо, йому присвячений великий щорічний фестиваль.
Займаються також рибальством, найпопулярнішою рибою є луціан (місцева назва: wajuyu).
З Нумеа острів Маре пов'язує морське та авіаційне сполучення.